# Aegus werneri
Aegus werneri is een keversoort uit de familie vliegende herten (Lucanidae). De wetenschappelijke naam van de soort is voor het eerst geldig gepubliceerd in 1994 door Nagai in Mizunuma & Nagai.